# Лоронья, Владимир
Влади́мир Эдуа́рдо Лоро́нья Агила́р (исп. Vladimir Eduardo Loroña Aguilar; род. 16 ноября 1998, Эройка-Каборка, Сонора) — мексиканский футболист, защитник клуба «УАНЛ Тигрес». Бронзовый призёр Олимпийских игр 2020 года в Токио. Выступает в составе «Сантос Лагуна» на правах аренды.

## Клубная карьера
Лоронья — воспитанник клуба «Пуэбла». 1 марта 2018 года в поединке Кубка Мексики против «Алебрихес де Оахака» Владимир дебютировал за основной состав. 22 июля в матче против «Крус Асуль» он дебютировал в мексиканской Примере. 16 сентября в поединке против «Керетаро» Владимир забил свой первый гол за «Пуэблу».
Летом 2019 года Лоронья перешёл в «Тихуану». 25 августа в матче против «Толуки» он дебютировал за новую команду. 1 сентября в поединке против «Некаксы» Владимир забил свой первый гол за «Тихуану».

## Международная карьера
В 2021 году в составе олимпийской сборной Мексики Лоронья принял участие в летних Олимпийских играх 2020 в Токио. На турнире он сыграл в матчах против команд Южной Кореи, ЮАР, Японии и Бразилии.